# Liste der Baudenkmale in Schlemmin
In der Liste der Baudenkmale in Schlemmin sind alle Baudenkmale der Gemeinde Schlemmin im Landkreis Vorpommern-Rügen und ihrer Ortsteile aufgelistet. Grundlage ist die Veröffentlichung der Denkmalliste des Landkreises Vorpommern-Rügen, Auszug aus der Kreisdenkmalliste vom Juli 2012.

## Schlemmin
| ID    | Lage                        | Bezeichnung                                                                  | Beschreibung | Bild           |
| ----- | --------------------------- | ---------------------------------------------------------------------------- | --- | -------------- |
| 1023B | Am Schloß 1 (Karte)         | Gutsanlage (Wohnhaus - Eiskeller)                                            | |                |
| 1023A | Am Schloß 2 (Karte)         | Gutsanlage (Gutshaus, Remise, Handschwengelpumpe, Park, Einfriedung)         | Neugotisches, 2-gesch., 10-achsiges Schloss Schlemmin von 1850 nach Plänen von Eduard Knoblauch im Charakter eines Wasserschlosses mit 2-gesch. turmartigen Eingangsvorbau bzw. gartenseitigem Mittelrisalit und Seitenflügel sowie 4-gesch., rundem Turm; vier Sälen und 45 Zimmer; Erstbesitzer: Generalmajor Wilhelm Ulrich von Thun; 20 Hektar großer Landschaftspark mit Lindenallee | Weitere Bilder |
| 1023C | Am Schloß 3 (Karte)         | Gutsanlage (Wohnhaus - Orangerie)                                            | |                |
| 1023D | Am Schloß 3                 | Gutsanlage (Wohnhaus - Orangerie)                                            | |                |
| 1353  | Eickhofer Straße            | Meilenobelisk                                                                | |                |
| 1016  | Eickhofer Straße 1 (Karte)  | ehem. Schule                                                                 | |                |
| 1021  | Eickhofer Straße 1 (Karte)  | Schmiede mit technischer Ausstattung                                         | |                |
| 1017  | Eickhofer Straße 2 (Karte)  | Wohnhaus                                                                     | |                |
| 1018  | Eickhofer Straße 5 (Karte)  | Wohnhaus                                                                     | |                |
| 1019A | Eickhofer Straße 25 (Karte) | Landarbeiterkaten                                                            | |                |
| 1019B | Eickhofer Straße 26 (Karte) | Landarbeiterkaten                                                            | |                |
| 1024  | Hauptstraße (Karte)         | Kirche mit Friedhof, Feldsteinmauer, Portal und zehn Grabwangen 18./19. Jhr. | Gotische Dorfkirche aus Feld- und Backstein von 1280 bzw. Teile des einschiffigen Langhauses und quadr. Westturm vom 15. Jahrhundert; Turmhaube vom 18. Jh., Sanierung und nördl. Sakristeianbau sowie Innenausstattung von 1878. | Weitere Bilder |
| 1020A | Hauptstraße 6 (Karte)       | Wohnhaus                                                                     | |                |
| 1020B | Hauptstraße 7 (Karte)       | Wohnhaus                                                                     | |                |
| 1022  | Hauptstraße 9 (Karte)       | Pfarrhof mit Wohnhaus, 2 Nebengebäuden und Pflasterung                       | |                |

## Quelle
- Denkmalliste des Landkreises Vorpommern-Rügen